# Virgil Borbiró
Dans le nom hongrois Borbiró Virgil, le nom de famille précède le prénom, mais cet article utilise l’ordre habituel en français Virgil Borbiró, où le prénom précède le nom.
Virgil Borbiró, né Virgil Bierbauer, appelé parfois Virgil Borbiró-Bierbauer (6 mars 1893, Nagyenyed - 25 juillet 1956, Budapest) est un architecte, écrivain, historien et théoricien de l'architecture.

## Biographie
(juillet 2023).
Virgil Borbiró naît dans une famille d'architectes. Son père, István Bierbauer, architecte, est le directeur technique de la Poste royale hongroise et son grand-père maternel Gyula Seefehlner (hu), ingénieur des ponts, est le chef de l'ingénierie pour la construction des ponts Szabadság et Erzsébet (hu) à Budapest. Sa femme, Adrienn Graul (1896-1973), diplômée de l'Académie des Beaux-Arts, est apprentie peintre à Nagybánya pendant un an et sa sœur, Irén Graul (1889-1979), est la mère d'István Bibó.
Après avoir étudié en Italie, il s'inscrit à l'université technique de Munich où il obtient son diplôme d'ingénieur en 1915. Il étudie avec Friedrich Schmidt, Friedrich von Thiersch et Theodor Fischer. Il se penche également sur l'histoire de l'art avec Joseph Voll et Joseph Popp à l'université d'art et de design de Munich et avec Heinrich Wölfflin et Fritz Burger à l'université de Munich. En 1920, il est couronné d'un doctorat en ingénierie du département d'architecture de l'université de Munich avec sa thèse Bramante und die ersten Plane für Sankt' Peter im Rom
.
De 1918 à 1922, il travaille pour le Comité national du ministre du logement, où il reçoit sa première grande commande, à savoir la conception du Grand Hôtel de Tihany, qui ne sera jamais construit. Dès lors, il œuvre comme architecte privé. Ses premiers bâtiments - la Maison du tourisme de Galyatető (hu) (1921-23), l'Hôtel des sports de Tihany (avec Károlly Mikle, 1922-23), la Poste principale de Kaposvár (avec Pal Müller, 1924-25) et la Caserne centrale des pompiers de Belváros (avec Kálmán Reichl (hu), 1925-26) - montrent l'influence des recherches détaillées qu'il a été le premier à effectuer dans le domaine de l'architecture classique à cette époque. Il devient membre de la société hongroise des ingénieurs et des architectes (hu) en 1923, où il donne des conférences sur ses recherches sur le classicisme. Ses études ont été publiées dans l'Art hongrois et le Journal de la société hongroise des ingénieurs et des architectes (hu) entre 1925 et 28.
En 1925, il s'associe à Kálmán Reichl (hu) et participe à la construction de la centrale électrique de Kelenföld de l'usine électrique de la capitale. L'influence de Reichl lui fait découvrir l'architecture nordique en briques avec des architectes comme Fritz Höger. Après avoir étudié en Allemagne et aux Pays-Bas en 1927il découvre Michel de Klerk et Willem Marinus Dudok. Il parla de ses expériences de voyage lors des soirées de conférences de la Société hongroise : "Des ingénieurs et des architectes" . Dès lors, il devient un propagateur de l'architecture moderne.
Outre l'architecture industrielle, il s'intéresse au logement, un des défis de l'architecture moderne. Il est l'un des organisateurs du petit symposium sur la construction de logements organisé par l'association en 1930, qui ouvre la voie à la construction d'un lotissement. En 1927, l'Association hongroise des ingénieurs et des architectes le délégue au Comité international des architectes. À ce titre, il invite les délégués au XIIe Congrès international des architectes à Budapest, dont il est l'un des principaux organisateurs. Il est membre honoraire de l'association des architectes de Liège depuis 1930 et du Royal Institute of British Architects depuis 1931.
En mai 1928, grâce à ses contacts internationaux, il organise depuis une annexe du Vállalkozók Lapja (hu), la revue Tér és Forma (hu) (Carré et Forme), qui présente les résultats de l'architecture moderne internationale et nationale, et devient une revue indépendante dont il est l'un des rédacteurs et l'auteur le plus publié (l'autre rédacteur étant János Komor jusqu'en 1931) . La revue parle d'architecture moderne, elle aborde les critiques des livres de Le Corbusier mais aussi les travaux du groupe hongrois du Congrès international d'architecture moderne, l'architecture expressive en briques et la nouvelle architecture locale. Il a une approche intermédiaire : d'une part, il rejeta l'imitation de l'architecture classique, mais en même temps, malgré son adhésion aux idées du Corbusier, il en rejetait certains aspects[source insuffisante]. Il s'attend à ce qu'un nouveau style émerge de l'architecture moderne. Dans ses derniers écrits, il considère également qu'il est nécessaire et économique de construire des maisons plus petites, principalement individuelles, plutôt que de grands immeubles d'habitation, comme le faisaient les architectes modernes orthodoxes.
Dans "L'état actuel de l'architecture hongroise, la nécessité et les obstacles à son développement moderne", qui fit l'objet d'une conférence très discutée à l'Association des ingénieurs en 1928, il consacre son article à la réalisation de l'objectif qu'il s'est fixé : la création d'une critique architecturale hongroise et l'adoption d'un nouveau code de l'urbanisme. Il organise la réunion d'urbanisme de l'Association des ingénieurs et des architectes (1930) et, en 1933, à l'hôtel Gellért, la première exposition d'urbanisme de l'Association, avec László Nyiri. C'est là qu'ils présentent leur plan commun pour le stade national sur le Aranyhegy. Il participe également à plusieurs concours d'urbanisme : pour Erzsébet út (1930), pour le pont Petőfi, pour la place Boráros tér.
Son ouvrage principal, "L'histoire de l'architecture hongroise", publié en 1937, est la première synthèse de ce sujet, qui comprend également l'histoire de l'architecture des villages et des fermes. Dès le numéro de 1929 de Tér és Forma, il consacre deux numéros complets aux problèmes de l'architecture locale. En tant que membre du comité et rédacteur de ses principes, il joue un rôle majeur dans l'élaboration d'une nouvelle réglementation en matière de construction, ensuite adoptée en 1937. Elle mentionne notamment que les villes doivent établir leurs plans généraux d'urbanisme dans un délai de 5 ans. Il fut d'ailleurs chargé d'en établir plusieurs.

## Galerie

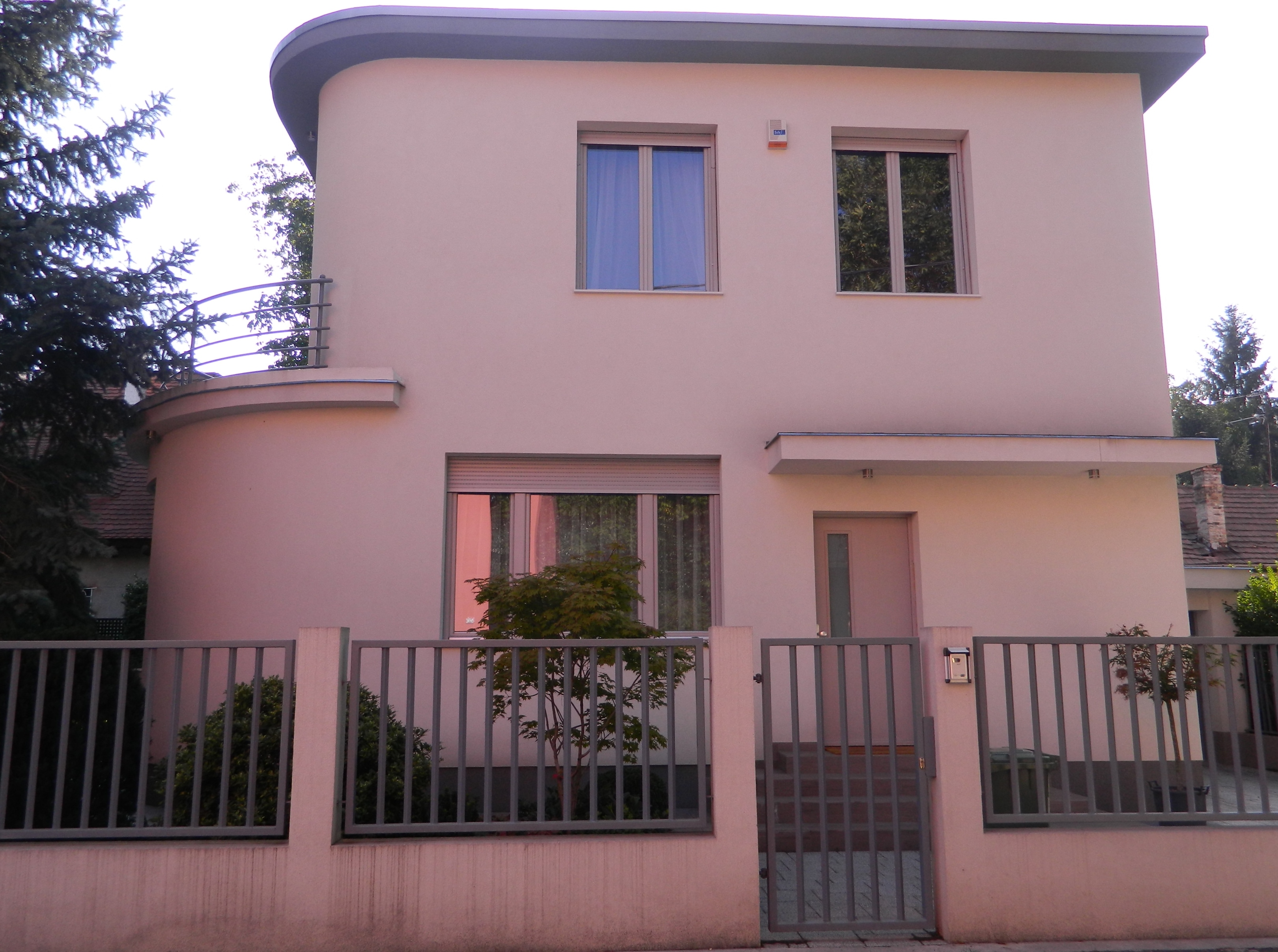
4 rue Napraforgó, 2e arrondissement de Budapest
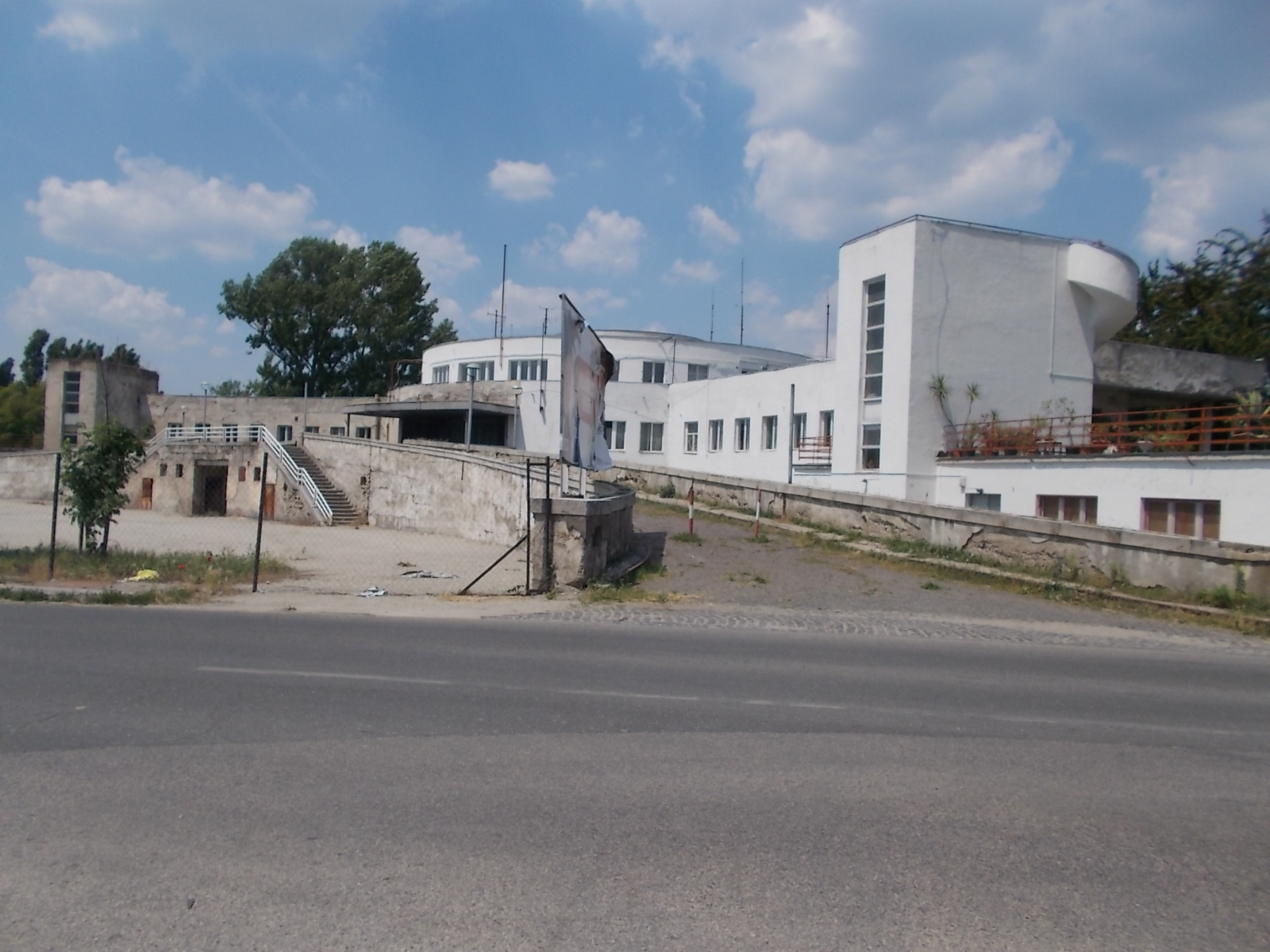
Aéroport de Budaörs (en) depuis la rampe d'accès est. Le bâtiment de la circulation (Virgil Borbíró et László Králik, 1936-1937) et le grand hangar (László Czakó et György Méhes, 1936). Budapest, 11e arrondissement.

Centrale électrique de Kelenföld]
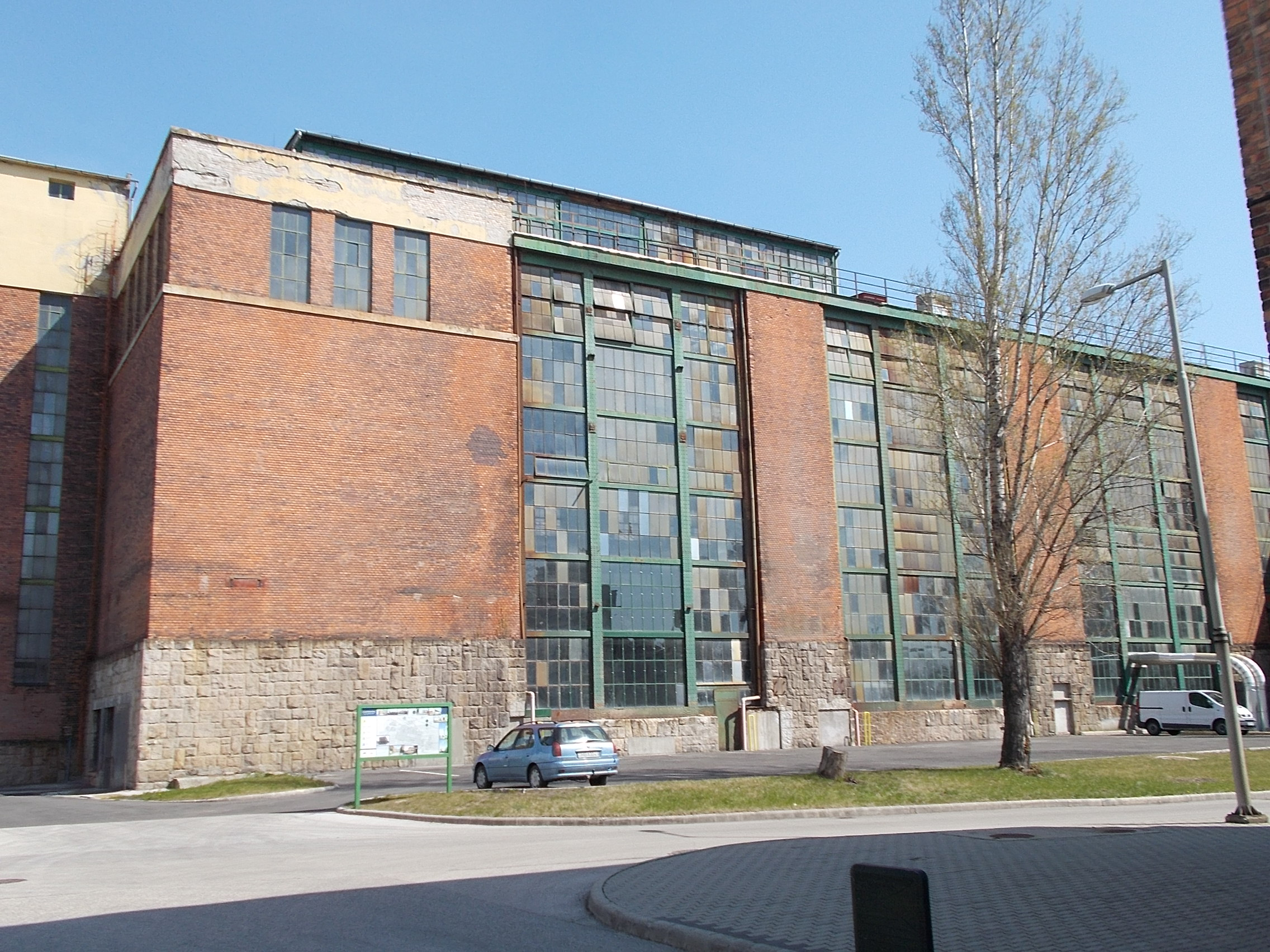
Ancienne centrale électrique de Kelenföld. Ensemble de bâtiments monumentaux. Construit entre 1913 et 1933. Architectes Kalman Reichl et Virgil Bierbauer. ID 1097 - Budapest, 11e arrondissement. Rue Hengermalom et rue Budafoki
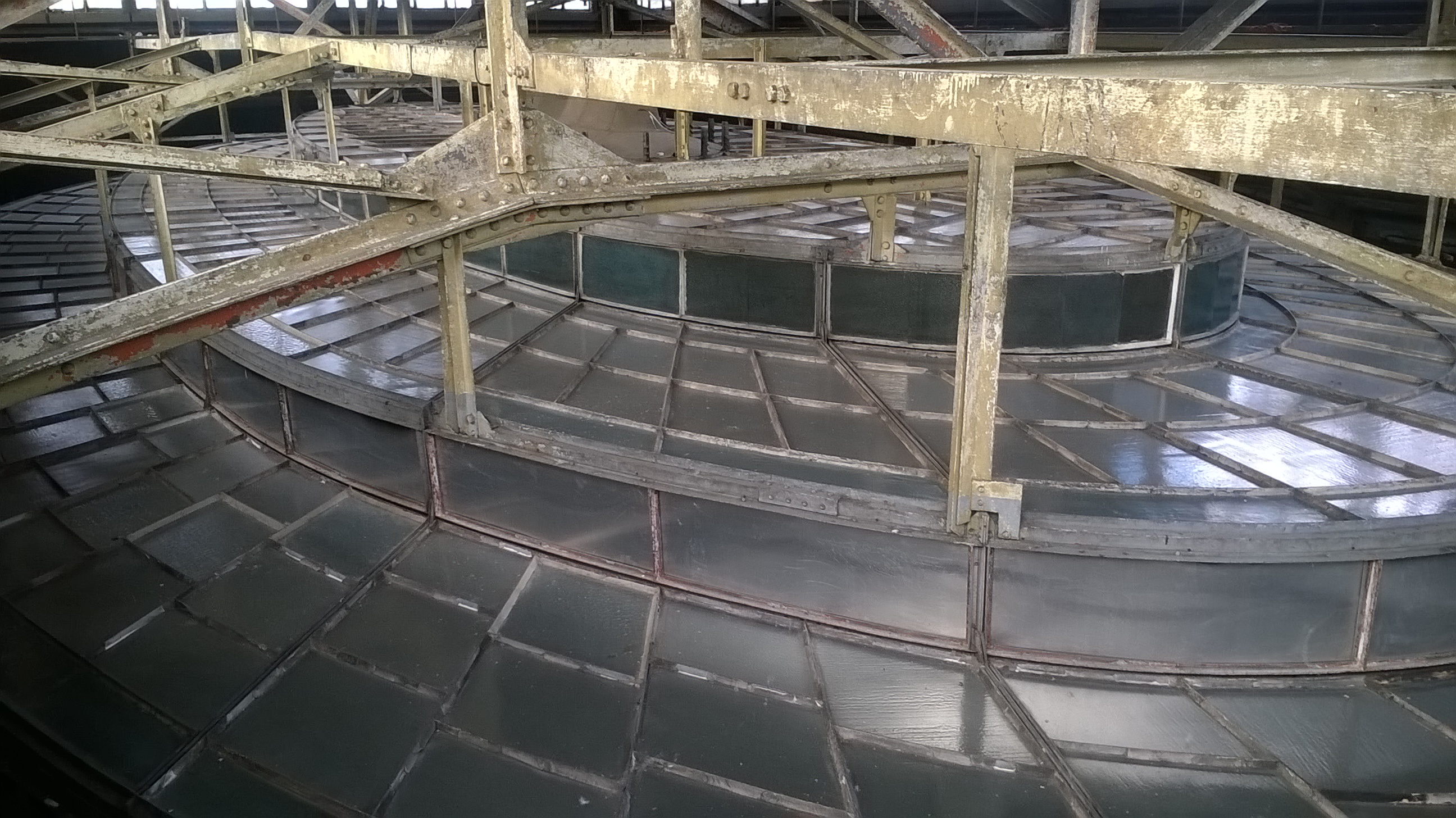
Salle de commande
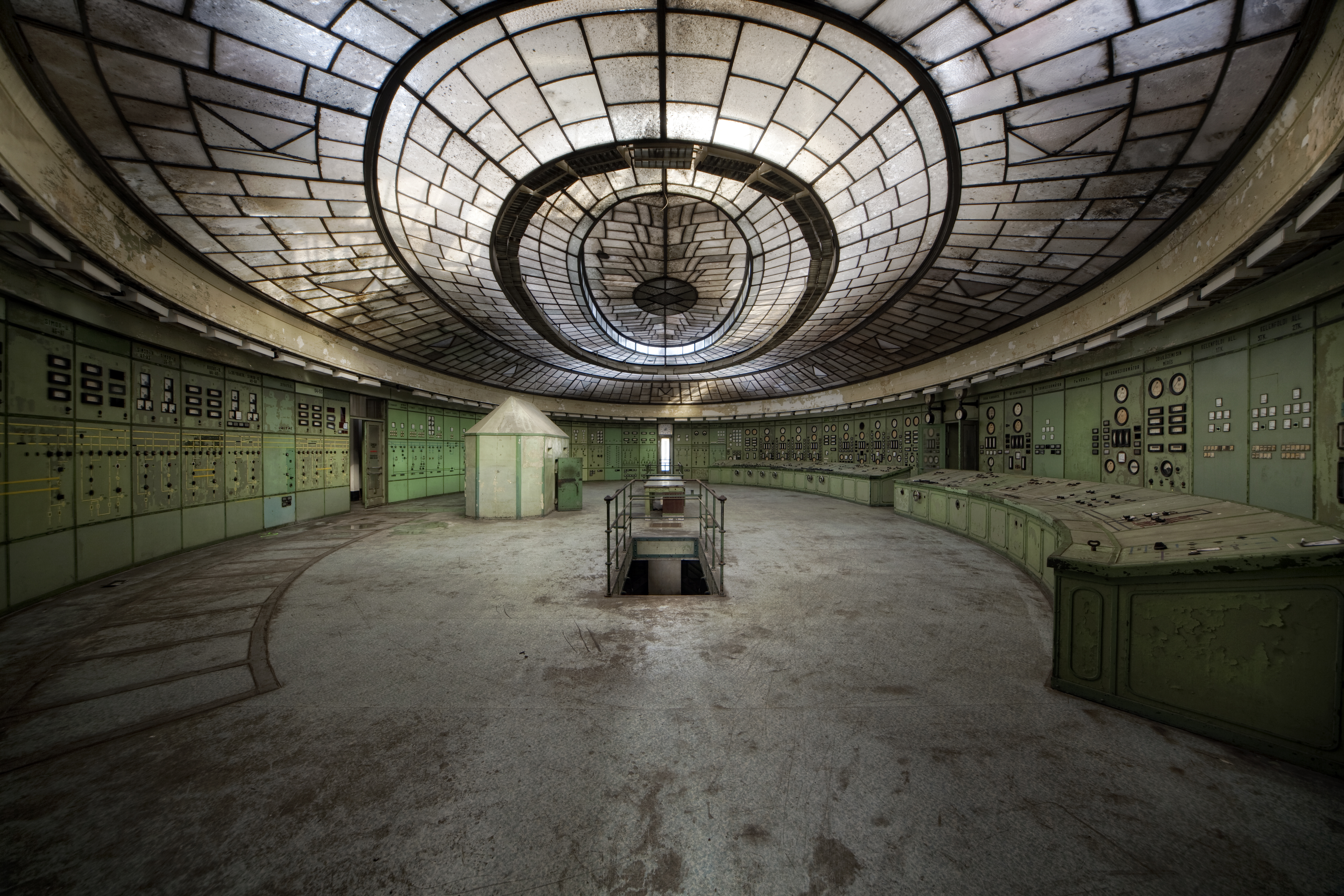
Salle de commande